# 1930 na política

## Eventos
- 22 de Abril - O Reino Unido, Japão e os Estados Unidos assinam o Tratado Naval de Londres, regulando a situação dos submarinos e limitando a construção de navios.
- 30 de Junho - Termina o regime de ocupação da Alemanha.

## Nascimentos
| Data          | Nome                          | Profissão                                                                              | Nacionalidade  | Observações | Ref         |
| ------------- | ----------------------------- | -------------------------------------------------------------------------------------- | -------------- | ----------- | ----------- |
| 5 de janeiro  | Carlos Aboim Inglez           | intelectual comunista                                                                  | Portugal       | m. 2002     |             |
| 18 de janeiro | Maria de Lourdes Pintasilgo   | a única mulher que desempenhou o cargo de primeiro-ministro em Portugal de 1979 a 1980 | Portugal       | m. 2004     |             |
| 20 de janeiro | Anita Sirgo                   | militante comunista                                                                    | Espanha        | m. 2024     | [ 1 ] [ 2 ] |
| 24 de janeiro | Kjell Eugenio Laugerud García | presidente da Guatemala de 1974 a 1978                                                 | Guatemala      | m. 2009     |             |
| 26 de março   | Sandra Day O'Connor           | juíza da Suprema Corte dos Estados Unidos                                              | Estados Unidos |             |             |
| 3 de abril    | Helmut Kohl                   | político, chanceler alemão entre 1982 e 1998                                           | Alemanha       |             |             |
| 7 de abril    | Vilma Espín                   | engenheira química e revolucionária cubana                                             | Cuba           | m. 2007     |             |
| 15 de abril   | Vigdís Finnbogadóttir         | presidente da Islândia de 1980 a 1996                                                  | Islândia       |             |             |
| 24 de abril   | José Sarney                   | político e presidente do Brasil de 1985 a 1990                                         | Brasil         |             |             |
| 23 de maio    | Jordi Solé Tura               | político e jurista                                                                     | Espanha        | m. 2009     |             |
| 1 de junho    | Gonzalo Sánchez de Lozada     | industrial e presidente da Bolívia de 1993 a 1997 e de 2002 a 2003                     | Bolívia        |             | [ 3 ]       |
| 2 de julho    | Carlos Saúl Menem             | presidente da Argentina de 1989 a 1999                                                 | Argentina      |             |             |
| 16 de agosto  | Leslie Manigat                | presidente do Haiti em 1988                                                            | Haiti          |             |             |
| 15 de outubro | Schafik Handal                | político                                                                               | El Salvador    | m. 2006     | [ 4 ]       |

## Mortes
| Data        | Nome                | Profissão                                    | Nacionalidade  | Observações | Ref   |
| ----------- | ------------------- | -------------------------------------------- | -------------- | ----------- | ----- |
| 8 de março  | William Howard Taft | presidente dos Estados Unidos de 1909 a 1913 | Estados Unidos | n. 1857     |       |
| 1 de abril  | Zauditu             | Imperatriz da Etiópia de 1916 a 1930         | Etiópia        | n.1876      | [ 5 ] |
| 26 de julho | João Pessoa         | político                                     | Brasil         | n. 1878     |       |